# Brenda Lee
Brenda Mae Tarpley, kendt som Brenda Lee, (født 11. december 1944) er en amerikansk rock/pop/country sangerinde.
Brenda Lee havde en lang række hits op gennem 1960'erne, i antal kun overgået af Elvis Presley, The Beatles, Ray Charles og Connie Francis. Hendes bedst kendte hit er nok "I'm Sorry" fra 1960 og hendes juleklassiker fra 1958 "Rockin' Around The Christmas Tree".
Med sin manglende højde – 4 ft 9 in, ca. 145 cm.- fik hun helt tilbage i 1957 kælenavnet 'Little Miss Dynamite' i forbindelse med sin sang "Dynamite".

## Priser
Brenda Lee fik en Grammy Lifetime Achievement Award i 2009.

## Andet
Brenda Lees hit fra '60-erne "Sweet Nothin's" blev anvendt i 2009 i den Oscar-nominerede film An Education, som foregik i 1961 i England.